# Mravenec lužní
Mravenec lužní (Liometopum microcephalum) je středně velký mravenec, jeden ze sedmi druhů reliktního rodu Liometopum. Vyskytuje se v jižní a jihovýchodní Evropě a v části Přední Asie. V ČR je vzácný, je možno ho nalézt jen na jižní Moravě. Využívá mnoha různých zdrojů obživy.

## Popis a výskyt
Jedná se o středně velkého mravence. Dělnice měří 3-7 mm, samice 10-11 mm. Hlava a zadeček jsou tmavohnědé se stříbřitě lesklými chloupky, hruď rezavo-červeno-žlutá. Mravenec lužní se vyskytuje od Itálie přes jihovýchodní Evropu až do Turecka a Zakavkazí. V Česku ho můžeme nalézt jen na jižní Moravě a to především v oblasti lužních lesů dolního toku řeky Dyje. Celkem bylo v ČR zjištěno 850 kolonií tohoto mravence. Oblíbeným biotopem je dub, ale nevyhýbají se ani javorům, topolům či ovocným stromům. Dávají přednost starým mohutným kmenům, kde si najdou dutiny, případně část dřeva rozžvýkají a přemění v hnízdo.

## Způsob života
Hnízdní kolonie může mít až několik set tisíc dělnic.
Mravenci lužní jsou aktivní lovci, kteří zabíjejí různé druhy hmyzu. Živí se ale i trofobiózou, což znamená, že si pěstují mšice a dojí z nich medovici. Dále se živí houbami, listy, semínky a masíčkem.

## Ohrožení
Nejen v ČR, ale i v Evropě jde o poměrně vzácného mravence. Jeho existence je ohrožena především kácením lužních lesů. Katastrofou pro něj byla stavba novomlýnských nádrží, která měla za následek zničení mnoha kolonií.

## Zajímavosti
- Mravence lužní napodobuje (myrmekomorfie) pavouk mikarie pospolitá, která žije v jejich blízkosti a chrání se takto před predátory.
- Mravenci jsou velmi agresivní při obraně svého obydlí. Útočí například na člověka, který se jim opře o hnízdní strom.
- Kutilky druhů Tracheliodes curvitarsis a Tracheliodes varus se úzce specializují na lov těchto mravenců. Žahadlem ochromeného, ale stále živého mravence zanesou do komůrky, kde ho postupně vysaje kutilčí larva.
- Předpokládaná symbióza mravenců a starých stromů se dosud nepodařila prokázat, neboli není jasné, jak moc přítomnost mravence odrazuje stromové škůdce.